# Je veux tout
Pour plus de détails, voir Fiche technique et Distribution.
Je veux tout est un film français réalisé par Guila Braoudé, sorti en 1999.

## Synopsis
Eva, ravissante jeune femme d'une trentaine d'années, n'avait jamais projeté de vivre sa vie avec un mari et des enfants. Pourtant, aujourd'hui, elle nage en plein dedans ! Elle aime, elle allaite, elle câline, elle cuisine pour toute sa petite famille... En effet, Eva, architecte, est mariée à Philippe, qui travaille comme designer. Ils ont deux enfants en bas âge... Cependant, un jour, un grand challenge professionnel surgit : Eva doit retravailler sur un ancien projet, qui risque de déstabiliser son existence. Mais elle ne veut pas choisir, elle veut tout : le travail, l'amour, les enfants, le sexe, et le reste encore !

## Fiche technique
- Réalisation et scénario : Guila Braoudé
- Musique originale : Jacques Davidovici
- Date de sortie :
  - France : 17 novembre 1999

## Distribution
- Elsa Zylberstein : Eva
- Frédéric Diefenthal : Philippe
- Alain Bashung : Marc
- Élisabeth Vitali : Alice
- Sonia Vollereaux : Juliette
- Patrick Braoudé : Laurent
- Smadi Wolfman : Pascale
- Françoise Pinkwasser : Meryl
- Darius Darnat : Darius
- Mathias Ach : Bébé
- Tristan Ach : Bébé